# Palazzo Corbizi
Palazzo Corbizi è un edificio storico del centro di Firenze, situato in piazza di San Pier Maggiore 1c.
Il palazzo appare nell'elenco redatto nel 1901 dalla Direzione Generale delle Antichità e Belle Arti, quale edificio monumentale da considerare patrimonio artistico nazionale.

## Storia e descrizione

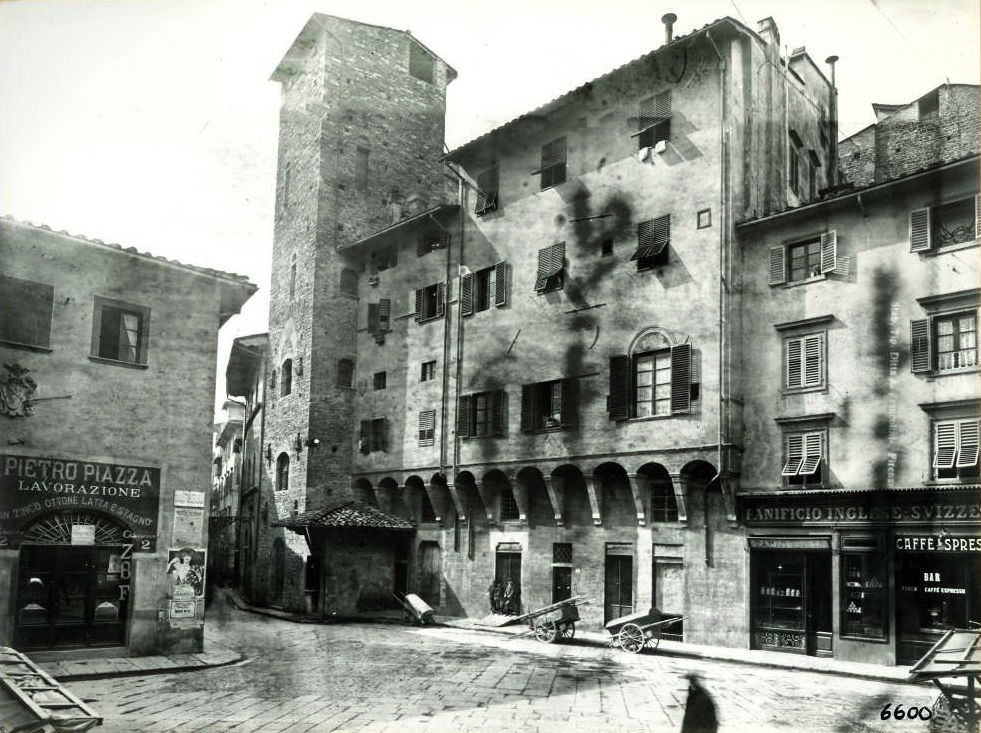
Il palazzo in una foto storica del 1880 circa

Anticamente proprietà dei Corbizi e quindi dei Donati, l'edificio seguì i passaggi di proprietà già documentati in relazione alla vicina torre di Corso Donati (in via Matteo Palmieri 35r) alla quale si appoggia, formando un'alta e compatta cortina. Si tenga inoltre presente come il palazzo svolga la funzione di collegamento tra questa torre e l'altra oggi inglobata nel vicino palazzo Donati (in Borgo degli Albizi 11). "La funzione di insula fortificata dell'isolato appartenente alla consorteria dei Donati è dimostrata, oltre che dalla presenza delle due torri, dall'estrema compattezza del fronte strada e, per inverso, dalla notevole articolazione dello spazio interno, segnato da numerose corti e passaggi di collegamento. La notevole potenza della famiglia guelfa dei Donati, giunta all'apice con la figura di Corso, trova il suo corrispettivo architettonico nella rilevante altezza delle due torri, di gran lunga emergenti dal tessuto circostante". 
Il palazzo, interessato da un importante intervento di consolidamento e restauro effettuato tra gli anni venti e trenta del Novecento per le cure dell'ingegner Carlo Picchi, si eleva tuttora con una certa imponenza su belle mensole di pietra, mostrando due scudi con armi, uno dei Corbizi e l'altro di re Roberto d'Angiò protettore dei Guelfi. Un nuovo intervento di restauro è documentato nei primi anni settanta del Novecento, segnalato per la sua qualità dalla Soprintendenza ai Monumenti per il premio Marchi.
Ai Corbizi apparteneva anche l'attigua casa in angolo con Borgo Albizi 21r-23r: l'edificio, seppure di antica fondazione, appare nella sua configurazione sei/settecentesca nella nota incisione di Giuseppe Zocchi del 1744 raffigurante la chiesa e la piazza di San Pier Maggiore: al tempo risultava di tre piani anziché dei quattro attuali, con una diversa scansione delle finestre e delle loro cornici, presumibilmente modificate tra la fine del Settecento e i primi dell'Ottocento, quando anche la gronda, inizialmente alla fiorentina, venne trasformata secondo i modelli alla romana. 

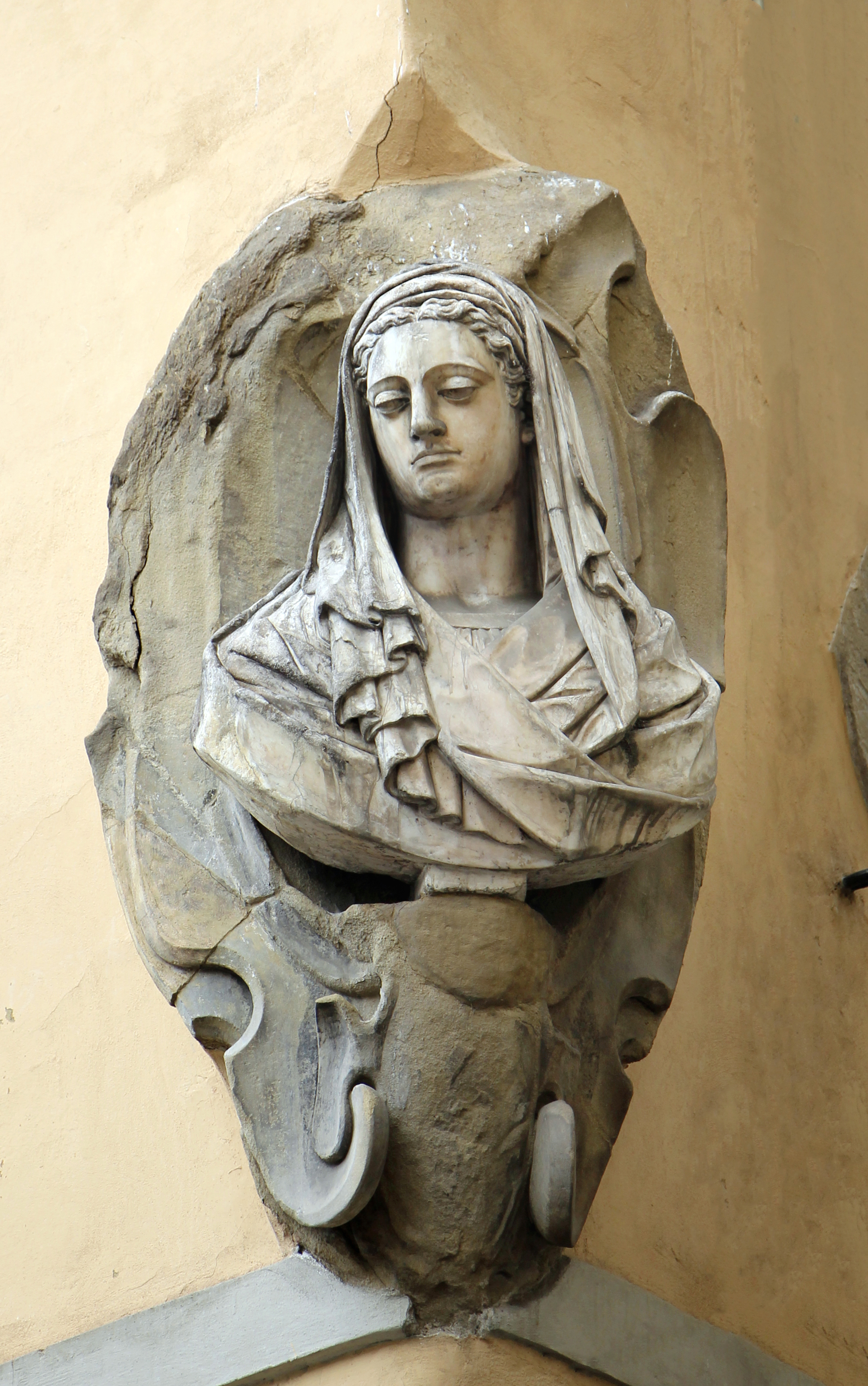
Il busto di Maria

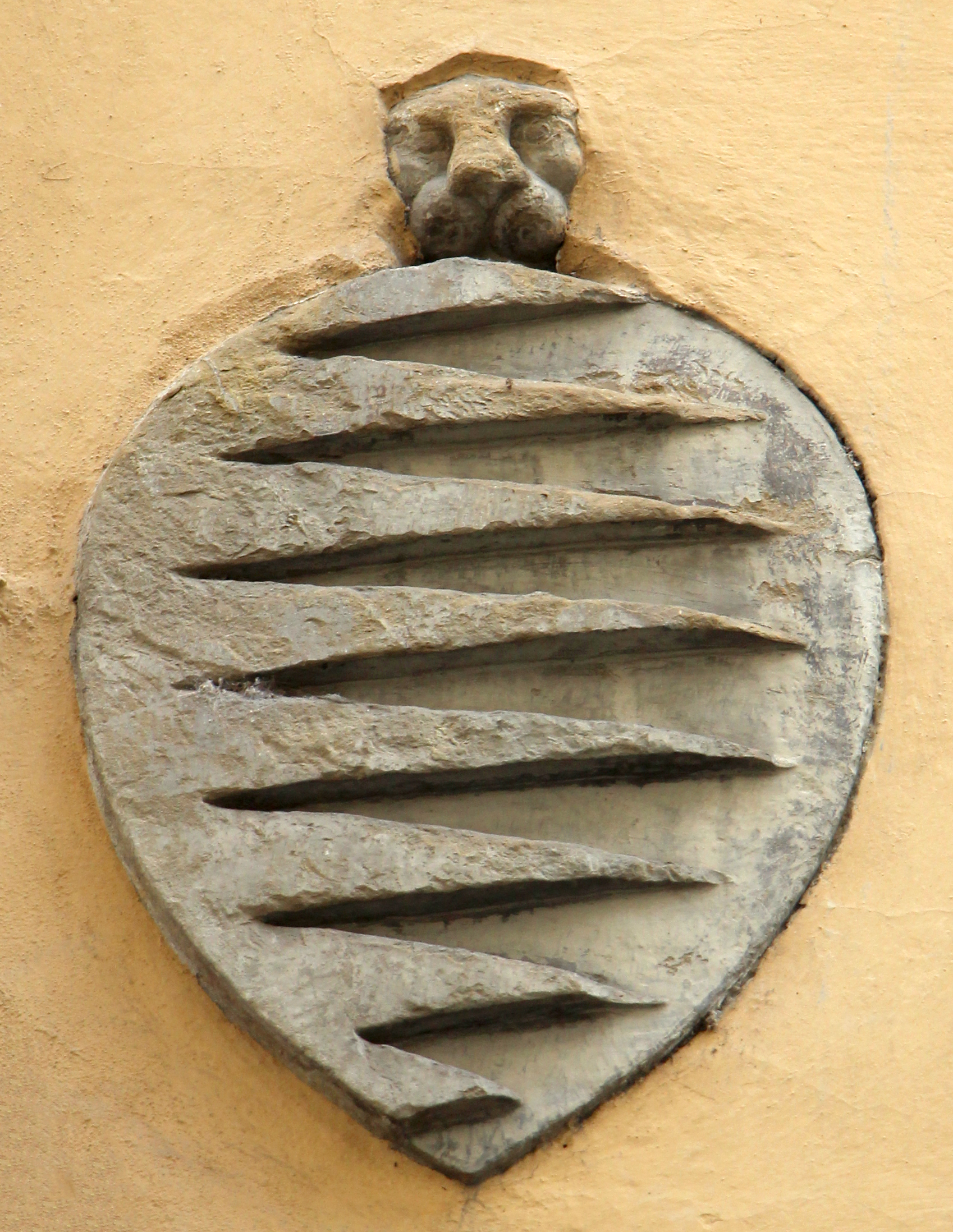
Stemma Corbizi

Sull'angolo della casa è un busto in marmo raffigurante la Vergine, con l'iscrizione "Alessandro di Filippo Nanini faciebat 1596", già trascritta da Francesco Bigazzi, pur equivocando la data come "1696" (e come lui tutta la letteratura successiva). Sulla base della testimonianza di Filippo Baldinucci, che l'immagine un tempo dovette essere oggetto di particolare attenzione, tanto da essere arricchita da due angeli dipinti a fresco da Bartolomeo Fontebuoni, oggi non più esistenti. Poco distante dalla scultura, sul lato di borgo degli Albizi, è un piccolo scudo (già leggibile nella ricordata incisione dello Zocchi) con l'arme dei Corbizi (partito cuneato a punte lunghe d'oro e di rosso), a confermare una proprietà che si estendeva su tutto il fronte della piazza.